# Synopeas royi
Synopeas royi är en stekelart som beskrevs av Peter Neerup Buhl 2001. Synopeas royi ingår i släktet Synopeas och familjen gallmyggesteklar. Inga underarter finns listade i Catalogue of Life.